# Volumetrische machine
Een volumetrische machine is een verzamelnaam die soms gebruikt wordt voor machines waarbij er per arbeidslag of per omwenteling een bepaald volume vloeistof of gas verplaatst wordt.
Zie onder andere: 
- zuigermotoren
- zuigerpompen
- zuigercompressoren
- stoommachine
- volumetrische pomp